# Серебряков, Иван Иосифович
Ива́н Ио́сифович Серебряко́в (5 декабря 1930, Чудиновское сельское поселение, Октябрьский район — 3 декабря 1992) — советский хозяйственный, государственный и политический деятель, Герой Социалистического Труда.

## Биография
Родился в 1930 году в селе Кумырки. Член ВКП(б).
С 1944 года — на хозяйственной, общественной и политической работе. В 1944—1992 гг. — рабочий, машинист экскаватора в тресте «Коркинуголь», на Флоте, машинист, бригадир экипажа экскаватора ЭКГ-4, ЭКГ-8, машинист экскаватора рудника «Мирный» треста «Якуталмаз» Министерства цветной металлургии СССР, председатель профсоюзного комитета общественного объединения «Якуталмаз», начальник отдела кадров, помощник генерального директора ПНО «Якуталмаз» по кадровой работе.
Участвовал во всесоюзном социалистическом соревновании среди экскаваторщиков. Наряду с экскаваторщиками Николаем Титовым, Василием Трофимовым и Семёном Васильевым, работавшими в тресте «Якуталмаз», стал одним из рекордсменов союзного значения по погрузке горной массы на один кубометр ковша экскаватора в год. Указом Президиума Верховного Совета СССР от 20 мая 1966 года присвоено звание Героя Социалистического Труда с вручением ордена Ленина и золотой медали «Серп и Молот».
Избирался депутатом Верховного Совета СССР 6-го созыва. Член ЦК профсоюза работников цветной металлургии СССР, член Якутского областного и Мирнинского городского комитетов КПСС.
Умер в 1992 году в Мирном.